# لووتشوویتسه
لووتشوویتسه (به چکی: Loučovice) یک منطقهٔ مسکونی در جمهوری چک است که در ناحیه تشسکی کروملوو واقع شده‌است.